# Catalèpsia
La catalèpsia és un trastorn psicomotor consistent en tensió i rigiditat musculars amb incapacitat de moviments espontanis, que fa que els membres restin immòbils en la posició en què siguin col·locats.
Pot ser produïda per la malaltia de Parkinson, epilèpsia, per efectes de la cocaïna, esquizofrènia, entre d'altres. Alternativament, l'individu podria presentar signes vitals, però és incapaç de controlar les seues extremitats. Els símptomes poden ser: rigiditat corporal; el subjecte no respon a estímuls; la respiració i el pols es tornen molt lents; la pell es fa pàl·lida. En gran nombre de casos, aquest estat duu a creure que la persona que pateix un atac de catalèpsia s'ha mort. En un nombre de casos no determinat, aquest fenomen va dur a enterrar persones que encara eren en vida, però no demostraven signes vitals.
Actualment, la catalèpsia és utilitzada com una de les normes de comportament que han de predominar per al diagnòstic de l'esquizofrènia catatònica, segons l'OMS (CIE 10 - F20.2).
Els hipnotitzadors també utilitzen el terme catalèpsia per al referir-se a un estat en el qual indueixen la persona que hipnotitzen a mantenir els braços, cames o l'esquena rígida. "Arm Catalepsy" (braç catalèptic) és una tècnica utilitzada generalment com una prova prehipnòtica amb la finalitat d'assolir posteriorment un estat hipnòtic més profund.